# Överhölö församling
Överhölö församling var en församling i Strängnäs stift i nuvarande Södertälje kommun. Församlingen uppgick omkring 1575 i Hölö församling.
Kyrkan återfinns som Överhölö kyrkoruin.

## Administrativ historik
Församlingen har medeltida ursprung och slogs omkring 1575 samman med Ytterhölö församling som då fick namnet Hölö församling.